# Bazisa transmutata
Bazisa transmutata is een vlinder uit de familie spinneruilen (Erebidae), onderfamilie donsvlinders (Lymantriinae). De wetenschappelijke naam van deze soort is voor het eerst geldig gepubliceerd in 2007 door Mey.
De soort komt voor in tropisch Afrika.